# Fédération Togolaise de Football
Die Fédération Togolaise de Football ist der Fußballverband Togos mit Sitz in Lomé. Er wurde im Jahre 1954 gegründet und trat 1962 der FIFA bei.
Togo nahm zum ersten Mal 2006 bei der Weltmeisterschaft in Deutschland teil. Aufgrund eines Streits um Teilnahmeprämien zwischen den Spielern der Nationalmannschaft und dem Verband trat Trainer Otto Pfister im Trainingslager zurück, kehrte aber am 9. Juni 2006 noch vor dem ersten Spiel seiner Mannschaft zurück. Im Januar 2007 wurde Tata Avlessi Verbandspräsident, er trat die Nachfolge des in die Kritik geratenen Rock Balakiyem Gnassingbé an. Gegen Avlessi wurde durch den Internationalen Sportgerichtshof im September 2007 im Anschluss an die U-17-Fußball-Weltmeisterschaft 2007 aufgrund des Vorwurfes der Schiedsrichterbestechung eine lebenslange Sperre als Fußballfunktionär ausgesprochen. Da ein Nachweis über seine Schuld nicht geführt werden konnte, wurde diese Sperre im März 2008 aufgehoben, Avlessi trat sein Amt wieder an.

## Präsidenten
- Mohroose Apédo Amah (1954–1960)
- Godfried Foli Ekué (1960–1971)
- Séyi Mèmène (1971–1972)
- Antoine Anani Matthia (1972–1974)
- Hyppolite Ayité Kouévi (1974–1977)
- Séyi Mèmène (1977–1982)
- Kodjovi Agbele y (1982–1984)
- Antoine Anani Matthia (1984)
- Zoumaro Gnofame (1984–1988)
- Agbéwanou Edoh (1988–1993)
- Séyi Mèmène (1993–1998)
- Rock Balakiyem Gnassingbé (1998–2007)
- Tata Avlessi (2007–2009)
- Rock Balakiyem Gnassingbé (2009–2010)
- Gabriel Ameyi (seit November 2010)